# Brigitte Pelletier
 (janvier 2013).
Si vous disposez d'ouvrages ou d'articles de référence ou si vous connaissez des sites web de qualité traitant du thème abordé ici, merci de compléter l'article en donnant les références utiles à sa vérifiabilité et en les liant à la section « Notes et références ».
Pour les articles homonymes, voir Pelletier (homonymie).
Brigitte Pelletier est sous-ministre au ministère de l'Emploi et de la Solidarité sociale.

## Biographie
Brigitte Pelletier a occupé les fonctions de présidente-directrice générale (2011-2012), de vice-présidente des services à la clientèle (2008 à 2011) et de vice-présidente aux communications, à la recherche et à la qualité (2003 à 2008) de la Commission des normes du travail.
Mme Pelletier a également assumé plusieurs responsabilités au sein de l’administration publique québécoise, dont celles de directrice du cabinet du Premier ministre (2002-2003), du ministre de l’Environnement (1998-2001) du ministre l’Environnement et de la Faune (1997-1998) et du ministre de la Justice (1996-1997).
Elle a aussi agi à titre d’attachée politique de 1994-1996 et de 1992-1994 comme avocate à la Commission des services juridiques.
Membre du Barreau du Québec depuis 1992, Brigitte Pelletier détient également un baccalauréat en sciences politiques.